# Carspach
Carspach je francouzská obec v departementu Haut-Rhin v regionu Grand Est. V roce 2014 zde žilo 2 044 obyvatel.

## Poloha obce
Sousední obce jsou: Altkirch, Aspach, Ballersdorf, Eglingen, Fulleren, Hagenbach, Heidwiller, Hirtzbach a Saint-Bernard.

## Vývoj počtu obyvatel
Počet obyvatel